# Avsuyu, Antakya
Avsuyu là một thị trấn thuộc thành phố Antakya, tỉnh Hatay, Thổ Nhĩ Kỳ. Dân số thời điểm năm 2011 là 4.859 người.